# Leptodrymus pulcherrimus
Genre
Espèce
Synonymes
- Masticophis pulcherrimus Cope, 1874
- Zamenis bitaeniatus Boettger, 1898
- Leptodrymus clarki Amaral, 1927

Statut de conservation UICN

 LC  : Préoccupation mineure
Leptodrymus pulcherrimus, unique représentant du genre Leptodrymus, est une espèce de serpents de la famille des Colubridae.

## Répartition
Cette espèce se rencontre :
- dans l'est du Costa Rica ;
- dans l'ouest du Guatemala ;
- dans l'est du Honduras ;
- dans l'ouest du Nicaragua ;
- au Salvador.

## Description
Dans sa description Cope indique que le spécimen en sa possession mesure 87,5 cm dont 28,5 cm pour la queue. Son corps est très élancé et sa tête plate. Son dos est blanc crayeux et présente deux rayures noires s'étendant de l’œil jusqu'à l'extrémité de la queue. Le dessus de sa tête est vert émeraude. Ses lèvres sont blanches.

## Publications originales
- Amaral, 1927 : Studies of neotropical ophidia VI. A new genus of snakes from Honduras. Bulletin of the Antivenin Institute of America, vol. 1, n. 1, p. 28-29.
- Boettger, 1898 : Katalog der Reptilien-Sammlung im Museum der Senckenbergischen Naturforschenden Gesellschaft in Frankfurt am Main. Frankfurt am Main Museum, vol. 2, p. 1-160 (texte intégral).
- Cope, 1874 : Description of some species of reptiles obtained by Dr. John F. Bransford, Assistant Surgeon United States Navy, while attached to the Nicaraguan surveying expedition in 1873. Proceedings of the Academy of Natural Sciences of Philadelphia, vol 26, p. 64-72 (texte intégral).